# Краснер, Луис
Луис Краснер (англ. Louis Krasner; 21 июня 1903, Черкассы — 4 мая 1995, Бруклин) — американский скрипач.

## Биография
В пятилетнем возрасте вместе с семьёй переехал в США. Учился в Консерватории Новой Англии у Ойгена Грюнберга, затем отправился в Европу. Занимался в Париже у Люсьена Капе, в Чехии у Отакара Шевчика, в Берлине у Карла Флеша. Начиная с 1928 г. широко концертировал по Европе, предпочитая сочинения современных композиторов — в частности, Иосифа Ахрона и Альфредо Казеллы. В 1930 г. познакомился с Альбаном Бергом и обратился к нему с просьбой о сочинении скрипичного концерта; после разного рода отказов и колебаний Берг выполнил эту просьбу, и Краснер с успехом исполнил его концерт 19 апреля 1936 г. в Барселоне, затем в ряде других европейских и американских городов. За этой премьерой последовала другая, не менее значительная: Концерт для скрипки с оркестром Арнольда Шёнберга (6 декабря 1940, с Филадельфийским оркестром под управлением Леопольда Стоковского). В дальнейшем первые исполнения своих сочинений Краснеру доверяли Роджер Сешенс, Генри Кауэлл, Рой Харрис.
После 1944 г. Краснер отказался от сольной карьеры. На протяжении пяти лет он занимал пост концертмейстера Миннеаполисского симфонического оркестра, в 1949—1972 гг. преподавал в Сиракузском университете, с 1976 г. — в Консерватории Новой Англии.